# Gyokutō
Gyokutō (jap. 玉東町 Gyokutō-machi) – miasto w Japonii, na wyspie Kiusiu, w prefekturze Kumamoto. Według danych na rok 2020 miejscowość zamieszkiwało 5 045 mieszkańców , a gęstość zaludnienia wyniosła 207,4 os./km².